# Cosberella hibernica
Cosberella hibernica är en urinsektsart som först beskrevs av Fjellberg 1987.  Cosberella hibernica ingår i släktet Cosberella och familjen Hypogastruridae. Inga underarter finns listade i Catalogue of Life.